# Aimon Ier de Miolans
Pour les articles homonymes, voir Aymon Ier.
Aimon de Miolans (ca. † 1300) est un prélat de la fin du XIIIe siècle, évêque de Maurienne, issu de la famille noble de Miolans. Il est nommé Aimon Ier pour le distinguer d'Aimon II de Miolans, également évêque de Maurienne (1308-1334).

## Biographie
Aimon ou Aymon (Aimo, Aymonis) est le fils d'Antelme (Anthelme), seigneur de Miolans,. Il a un frère Antelme, que l'on trouve auprès de lui dans une donation de 1281. Les seigneurs de Miolans contrôlent la combe de Savoie à partir de leur château, ainsi que l'accès à la vallée de la Maurienne.

### Épiscopat
L'évêque Pierre de Guelis meurt probablement janvier 1273. Aimon de Miolans est choisi par le chapitre pour le remplacer au cours de cette même année,. Toutefois, Aimon de Miolans n'est mentionné qu'à partir de l'année 1276. Il s'agit d'un acte d'août 1276, dans lequel il octroie de nouveaux statuts pour le chapitre. « Cet acte d'administration exigeant beaucoup de prudence et de maturité », fait remarquer le chanoine Angley, auteur d'un ouvrage sur l'histoire du diocèse de Maurienne (1846), laisse entrevoir que le prélat devait être déjà en place depuis quelque temps.
Plusieurs accords avec le comte de Savoie ou encore le vicomte de Maurienne (titre possédé par le maison de La Chambre) montrent que le prélat tient son rang de prince. Ainsi en 1284, il passe un accord avec la maison de La Chambre probablement contre le Dauphin, voire le comte de Savoie. Il intervient avec succès contre des revendications du comte Philippe Ier de Savoie sur la paroisse d'Argentine,. Il obtient gain de cause l'année suivante. En 1289, il exige que le vicomte Jean de La Chambre lui prête hommage pour les terres qu'il possédait dans les possessions de l'évêché. Il soutient, suivi par le Chapitre, financièrement le comte de Savoie, Amédée V, dans la guerre contre, Humbert Ier de Viennois, dauphin de Viennois et le comte de Genève,.
Lors du concile de Vienne en 1289, il se fait représenter par Henri, Prévôt de la Collégiale d'Aiguebelle, qui signe en son nom. En 1297, il institue plusieurs fêtes et anniversaires dans la cathédrale et notamment un revenu annuel pour la célébration du roi Gontran. Gontran était à l'origine de la création du diocèse de Maurienne.
L'érudit Louis Boisset qualifie son « gouvernement [d'apparence] ferme, sans éclat particulier ».
Son sceau est constitué d'un « évêque debout, mitré, vêtu de la chasuble en pointe, bénissant de la main droite et tenant de la gauche une crosse. Au-dessus de lui, un clocheton composé de trois édicules ajourés, reliés par des courtines, et soutenu par trois arcs à plein cintre [...]. En bas, une petite console et les pieds du personnage ».

### Mort et sépulture
Aimon de Miolans semble mourir, selon le chanoine Angley (XIXe siècle), le 26 octobre 1300, Louis Boisset donne l'année 1301. Son corps est enseveli au pied de l'autel de Sainte Thècle de la cathédrale Saint-Jean-Baptiste, selon une plaquette publiée en 1856,,.